# 黑斯蒂 (阿肯色州)
黑斯蒂（英語：Hasty）是位於美國阿肯色州牛頓縣的一個非建制地區。該地的面積和人口皆未知。

## 地理
黑斯蒂的座標為36°00′54″N 93°02′52″W / 36.01500°N 93.04778°W，而該地的平均海拔高度為374米（即1227英尺）。